# Umojati
Umojati is een bestuurslaag in het regentschap Empat Lawang van de provincie Zuid-Sumatra, Indonesië. Umojati telt 2157 inwoners (volkstelling 2010).